# Czębor
Czębor – staropolskie imię męskie o niepewnym znaczeniu. Być może była to forma skrócona imienia Częstobor, albo człon Czę- miał znaczenie „zacząć, rozpocząć” (zaś -bor oznaczał „walka”; w tym wypadku imię to oznaczało „tego, kto rozpoczyna walkę”).